# Mercedes Cup 1991
Il Mercedes Cup 1991 è stato un torneo di tennis giocato sulla terra rossa. È stata la 14ª edizione del Mercedes Cup, che fa parte della categoria Championship Series nell'ambito dell'ATP Tour 1991. Si è giocato a Stoccarda in Germania, dal 15 al 21 luglio 1991.

## Campioni

### Singolare
Michael Stich ha battuto in finale  Alberto Mancini con il punteggio di 1–6, 7–6(9), 6–4, 6–2

### Doppio
Wally Masur /  Emilio Sánchez hanno battuto in finale  Omar Camporese /  Goran Ivanišević con il punteggio di 4–6, 6–3, 6–4